# Aeroporto di Berlino-Tegel

Sistema aeroportuale di Berlino

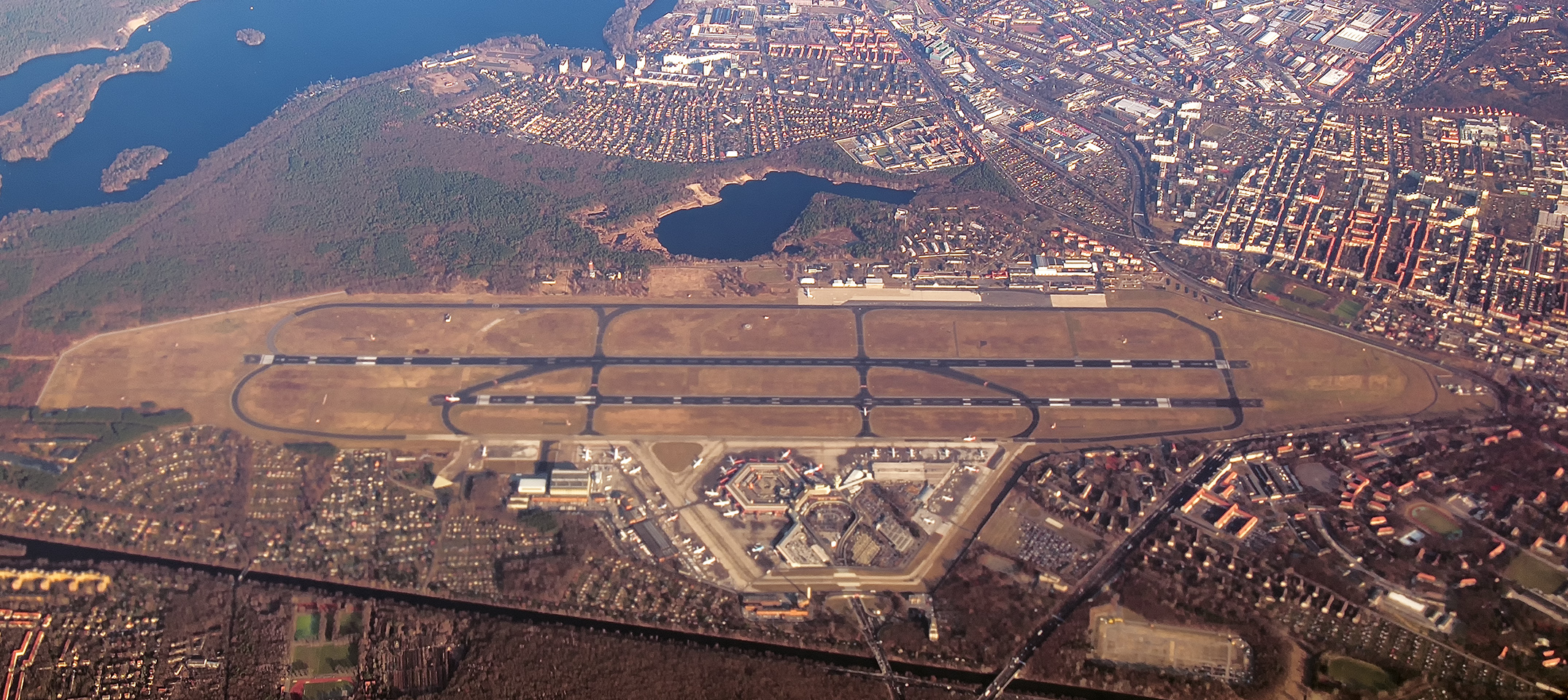

L'Aeroporto di Berlino-Tegel (IATA: TXL, ICAO: EDDT) (nome ufficiale: Flughafen Berlin-Tegel Otto Lilienthal), intitolato a Otto Lilienthal, è stato, fino all'8 novembre 2020, il principale scalo aereo di Berlino, capitale della Germania. Si trova a Tegel, a circa 8 km a nord-ovest dal centro cittadino, a pochi chilometri di distanza dall'omonimo lago Tegeler See.

## Storia

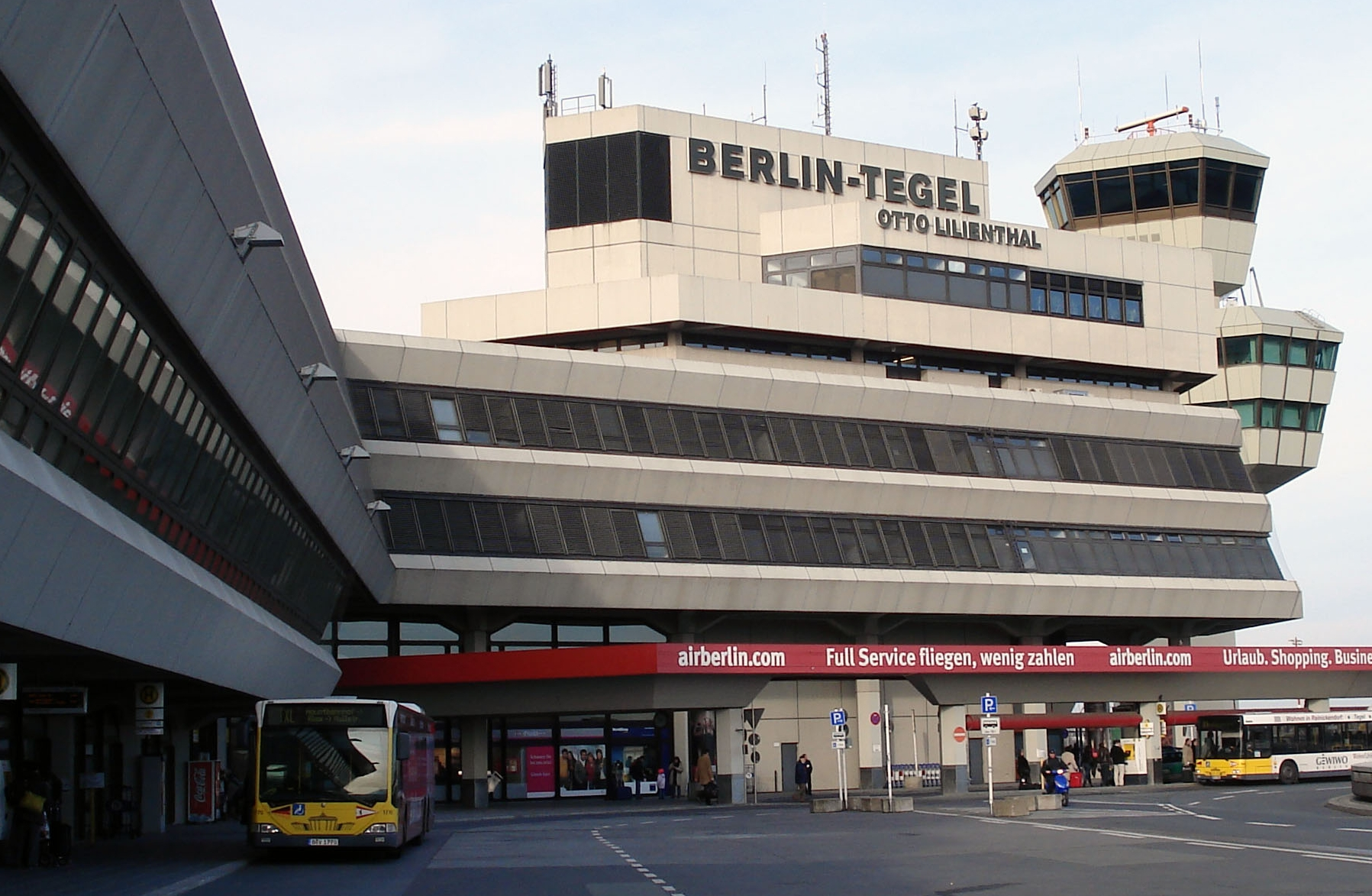
L'aerostazione

L'aeroporto fu costruito nel 1948, durante il blocco di Berlino, per sussidiare il Tempelhof durante il ponte aereo.
Aperto al traffico civile dal 1960, fu dotato nel 1974 di una più moderna aerostazione.
Con la prevista costruzione dell'aeroporto di Berlino-Brandeburgo nei pressi del già esistente scalo di Schönefeld, Tegel, come già successo per Tempelhof nel 2008, avrebbe dovuto essere chiuso il 3 giugno 2012 ma ne è stato deciso il prolungamento dell'attività almeno fino all'inaugurazione del nuovo aeroporto o fino alla fine di ulteriori lavori di ampliamento per compensare l'aumento del traffico aereo degli ultimi anni; la chiusura è stata prima posticipata al 2017 e successivamente al 2020, in vista del completamento dei lavori per il nuovo aeroporto di Berlino-Brandeburgo, che è diventato l'unico scalo aeroportuale della città di Berlino.
L'aeroporto, infine, ha cessato le proprie operazioni l'8 novembre 2020 alle 14:30 UTC.
L'edificio del terminal aeroportuale è stato utilizzato come centro vaccinale durante la pandemia COVID-19. A marzo 2022 è stato usato come centro d'accoglienza temporaneo per rifugiati ucraini. A fine settembre 2023 lo spazio dove era situata la mensa aeroportuale è diventata una discoteca, chiamata Turbolence TXL, capace di ospitare un massimo di 700 persone.

## Trasporti
Lo scalo è direttamente collegato all'autostrada urbana A 111.
La linea autobus TXL collega l'aeroporto e l'Hauptbahnhof passando per Beusselstraße, mentre le linee X9 e 109 collegano l'aeroporto alla stazione Zoologischer Garten. L'X9 passa per la fermata Ernst-Reuter-Platz della linea U2, mentre il 128 collega alla linea U6 (fermata Kurt-Schumacher-Platz) e sempre X9 e 109 alla linea U7 (fermate Jungfernheide e Jakob-Kaiser-Platz) e con le linee della S-Bahn S41 e S42 (stazioni Beusselstraße e Jungfernheide).
Era in progetto, inoltre, un prolungamento della linea U5 fino all'aeroporto, già in discussione dagli anni cinquanta, che però non è stato realizzato: i lavori per il prolungamento della linea, ripartiti nel 2010 e terminati nel 2020 (inglobando la linea U55), hanno riguardato il solo tratto tra Alexanderplatz e Hauptbahnhof.